# Штопор

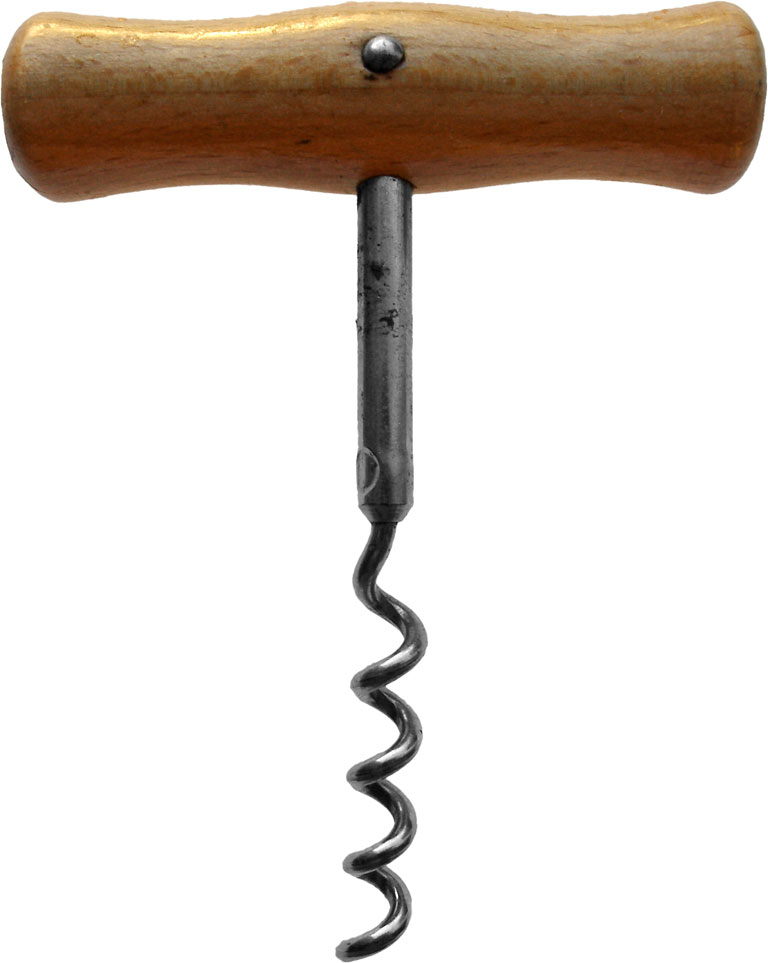
Штопор

Што́пор — приспособление в виде винтового металлического стержня с кольцом или рукояткой на конце для вытаскивания бутылочных пробок (откупоривания бутылок). Другое, просторечное, название — пробочник:556.

## История
Считается, что штопор появился в Англии. В одном из документов, датированном 1861 годом, штопор описывается как «стальной винт, используемый для вытаскивания пробок из бутылок».
Первый патент на штопор был выдан в 1795 году англичанину Сэмюелю Хеншеллу. С тех пор только в США были выданы сотни патентов на другие модели, например, в 1860 году М. Л. Бирн получил патент (patent # 27,615) на «буравчик с деревянной ручкой T-образной формы».

## Виды штопоров

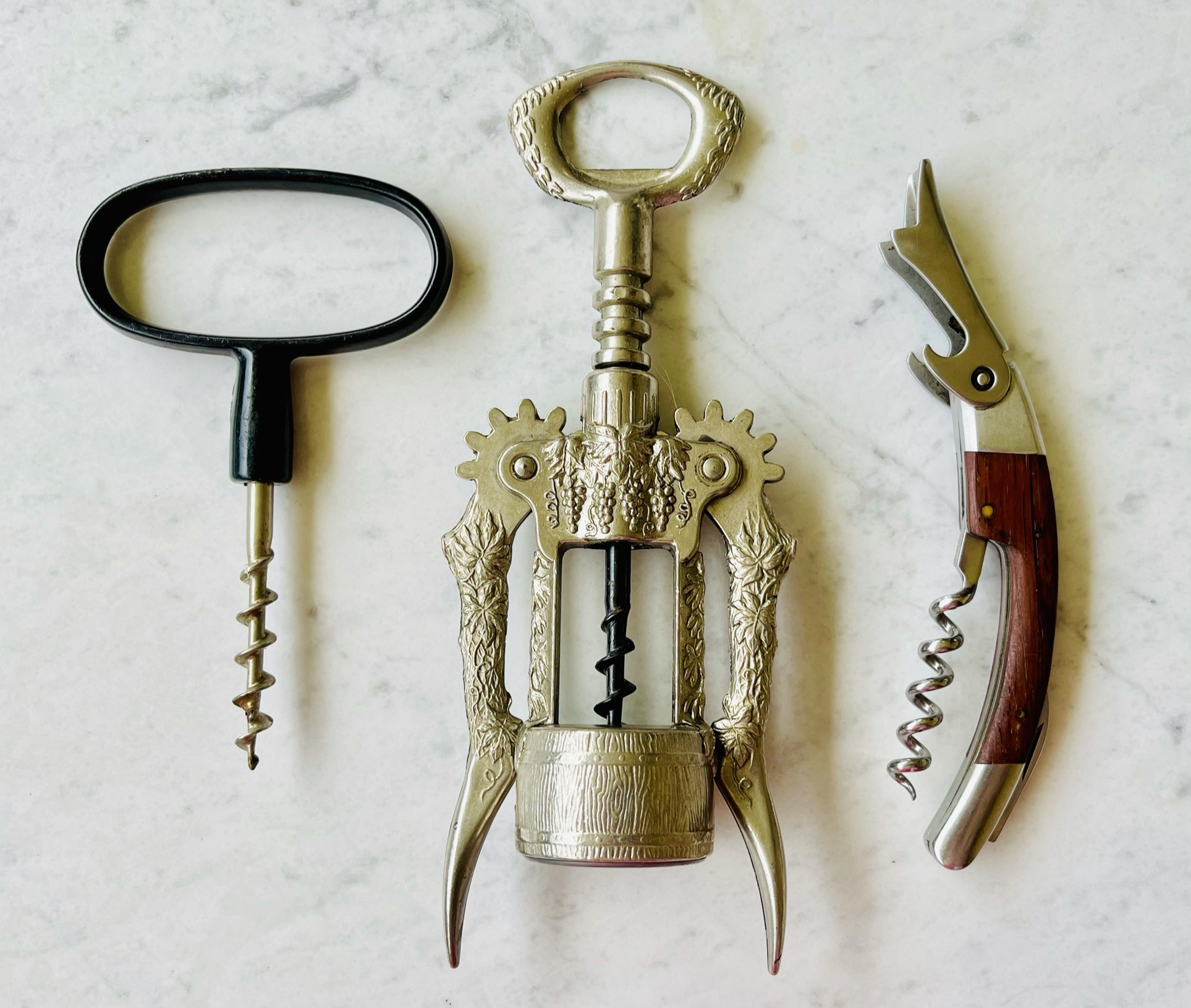

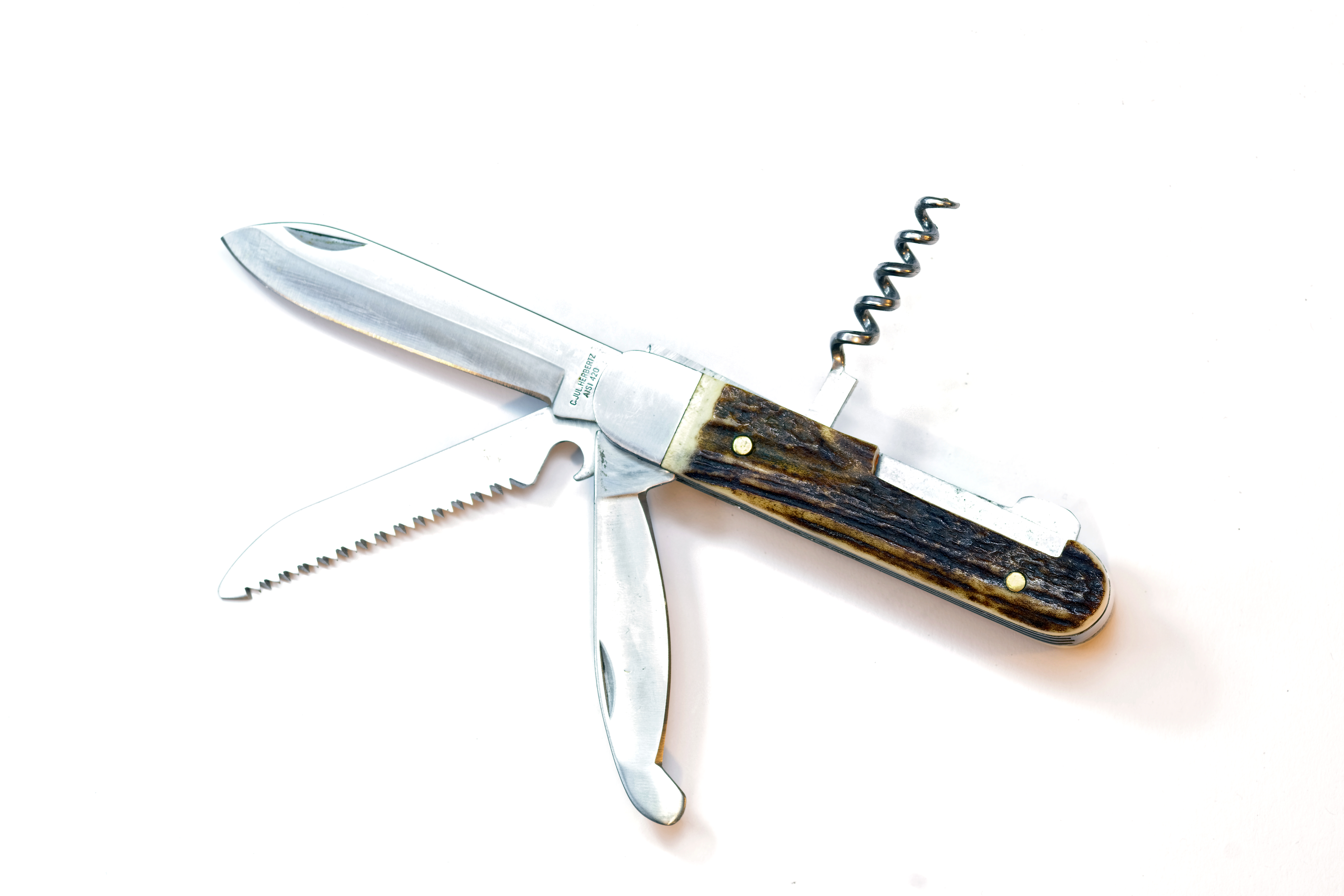
штопор в складном ноже

Помимо штопоров простейшей конструкции, существуют два вида самовытяжных штопоров:
- рычажные — в них с помощью простого или составного рычага сокращается усилие, необходимое для извлечения пробки.
- вращательные — в них пробка выкручивается поворотом ручки, после того, как спираль входит в пробку до самого основания, вращение продолжается в обратную сторону и пробка двигается вверх до полного извлечения. Вращательный штопор с двумя симметричными рычагами французы называют «шарль де голль»[5][6], или «генерал де Голль»[7], или «Большой Шарль» (le Grand Charles)[8] — поднятые вверх рычаги напоминают излюбленный жест генерала де Голля — приветствие со вскинутыми вверх руками. Другое название такого штопора — «балерина»[6].

Использование самовытяжных штопоров было сопряжено с проблемой: трение металлической спирали о пробку затрудняло вытягивание, и спираль проворачивалась или разрушала пробку. В 1978 году американец Герберт Аллен предложил покрывать спираль слоем тефлона. Благодаря тому, что у тефлона коэффициент трения ниже, чем у обычного металла, это позволило повысить эффективность и надёжность штопоров. Аллен впоследствии начал сотрудничать с британской фирмой Metrokane.
Одной из разновидностей рычажных штопоров является профессиональный «штопор сомелье», в нём рычаг создается благодаря упору, который ставится на горлышко бутылки. В среде профессиональных барменов называется нарзанник
Также существуют особые штопоры для шампанских вин. Внутри стержня таких штопоров находится полый канал с клапаном для отвода из бутылки диоксида углерода и лёгкого извлечения пробки с предотвращением «выстрела».
В настоящее время существуют и электрические штопоры.

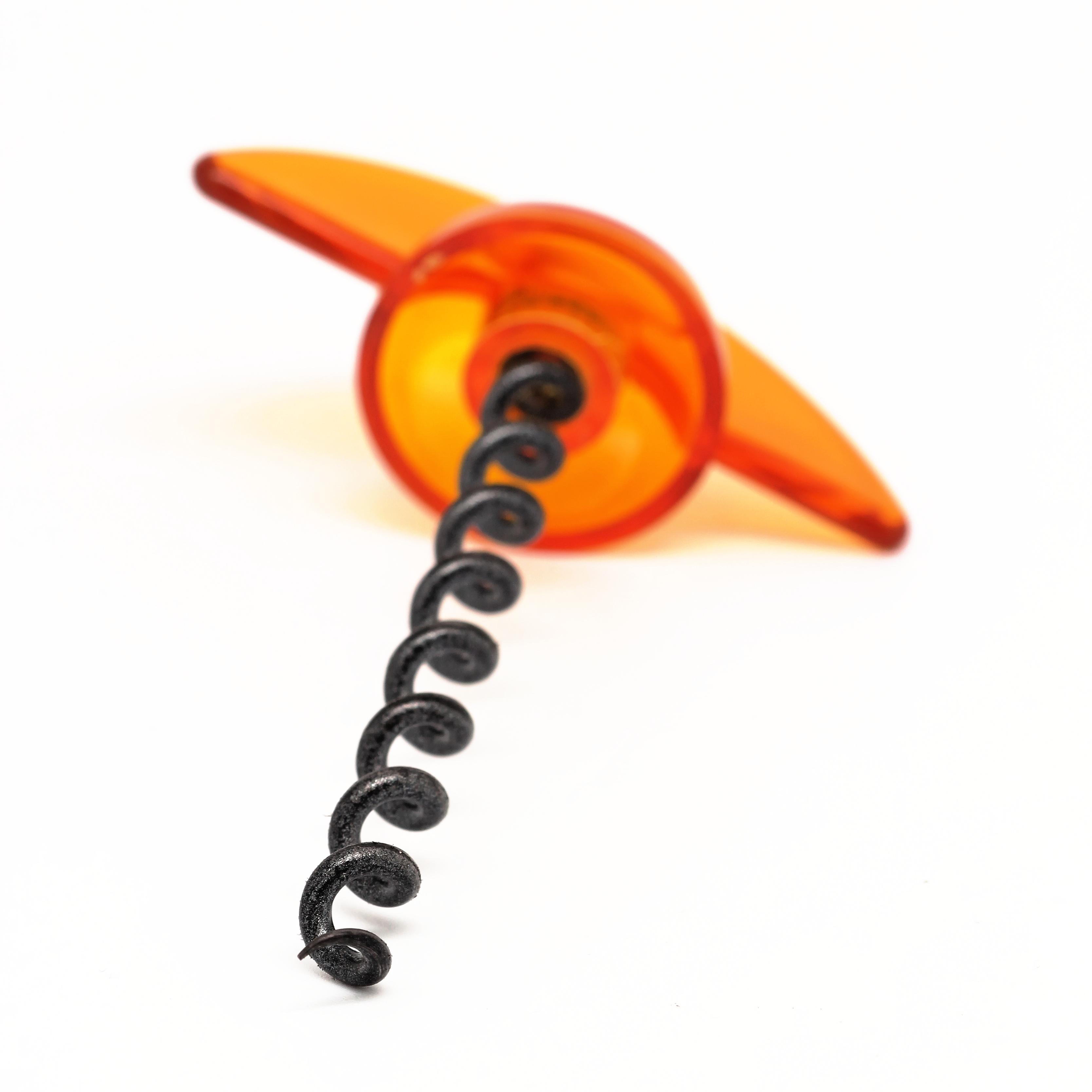
Штопор с формой стержня в виде заострённой проволочной спирали
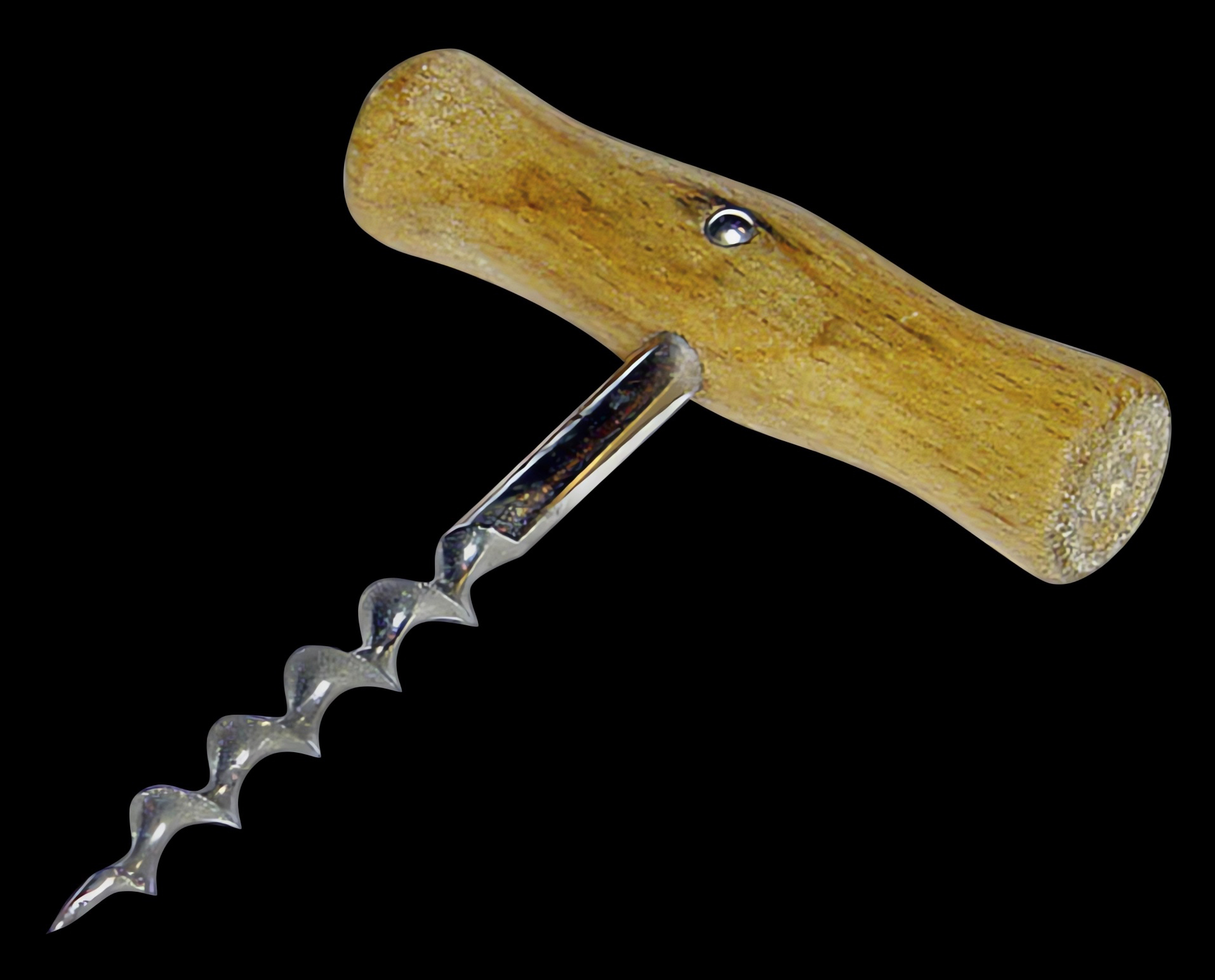
Штопор с формой стержня в виде режущей винтовой части шурупа
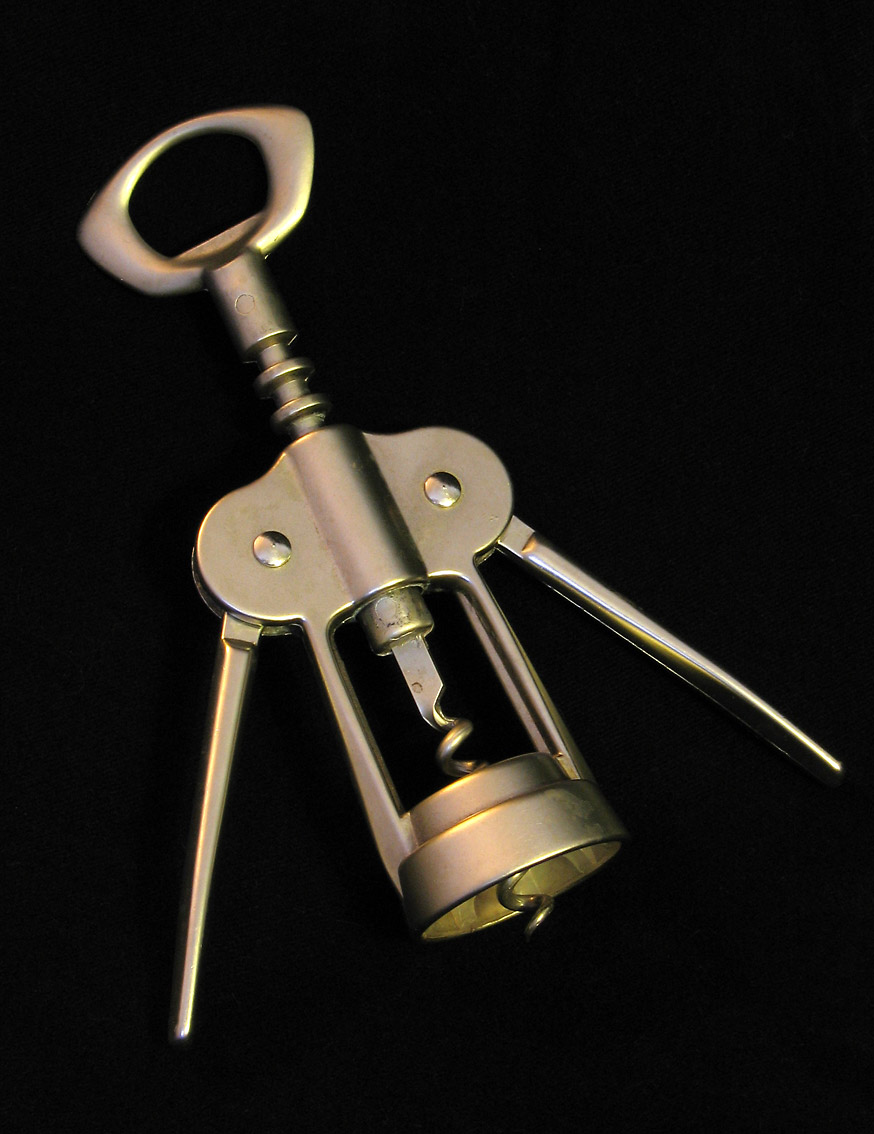
Вращательный рычажный штопор
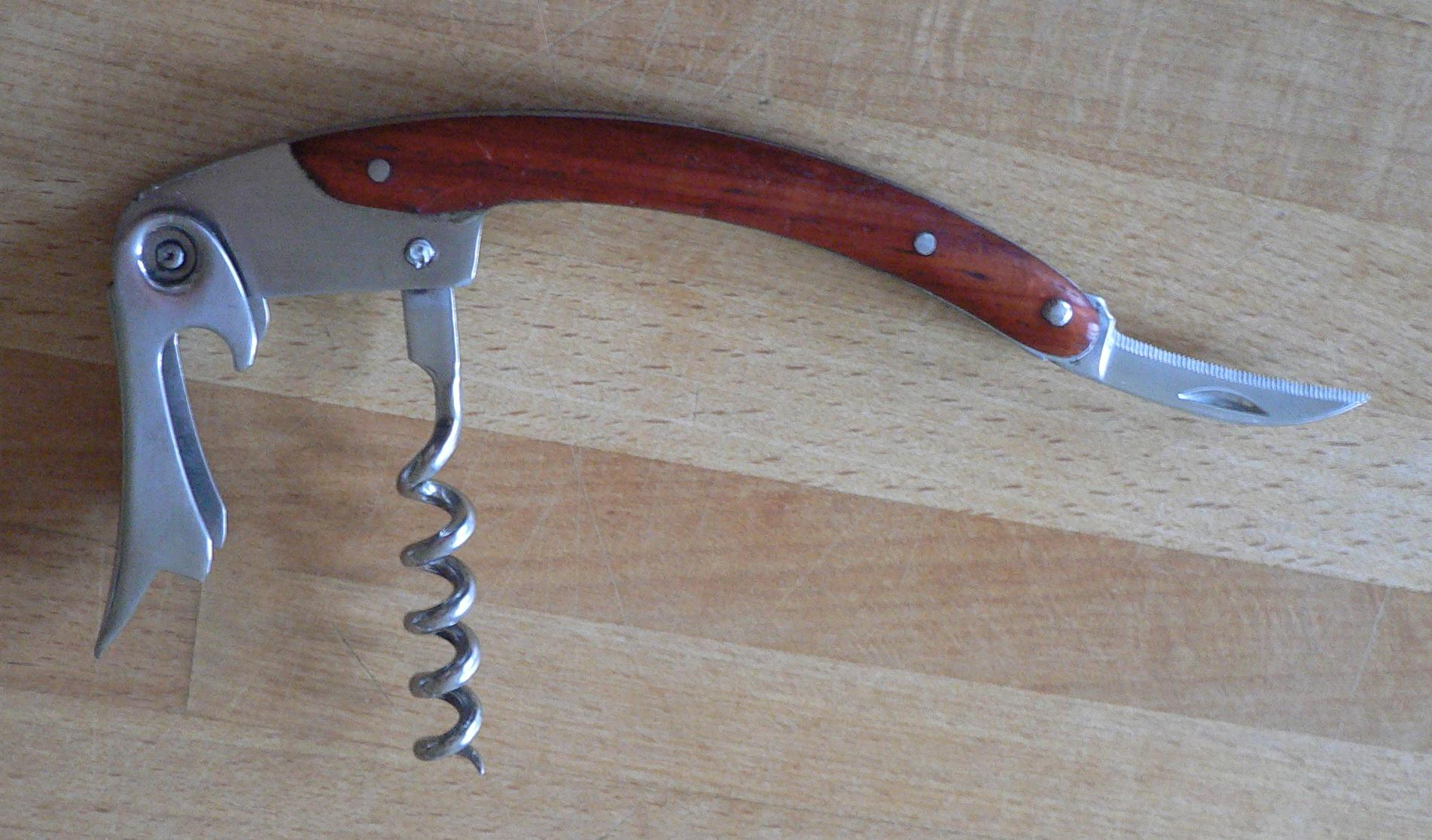
Рычажный штопор (нарзанник)
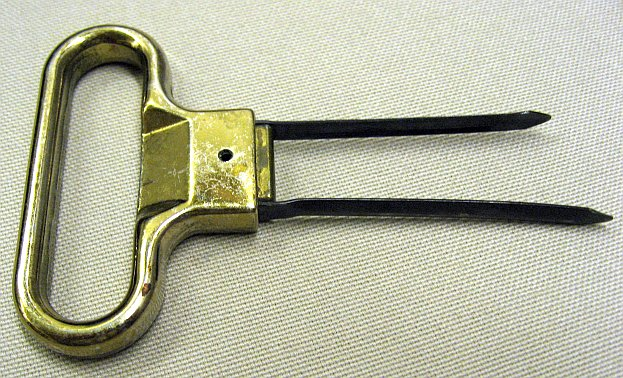
«Цыганский» штопор, иногда называемый «друг дворецкого».

## Коллекционирование
Дональд Булл, автор «Большой книги штопоров» (The Ultimate Corkscrew Book), обладает коллекцией из 4000 штопоров. Булл является президентом клуба International Correspondence of Corkscrew Addicts. Цена на некоторые экземпляры антикварных штопоров может достигать нескольких тысяч долларов. На аукционе Christie's, дважды в год устраивающем штопорные торги, штопор 1842 года продавался за 31280 долларов.